# Hans-Werner Henn
Hans-Werner Henn (* 1954) ist ein deutscher Mathematiker, der sich mit Algebraischer Topologie befasst.

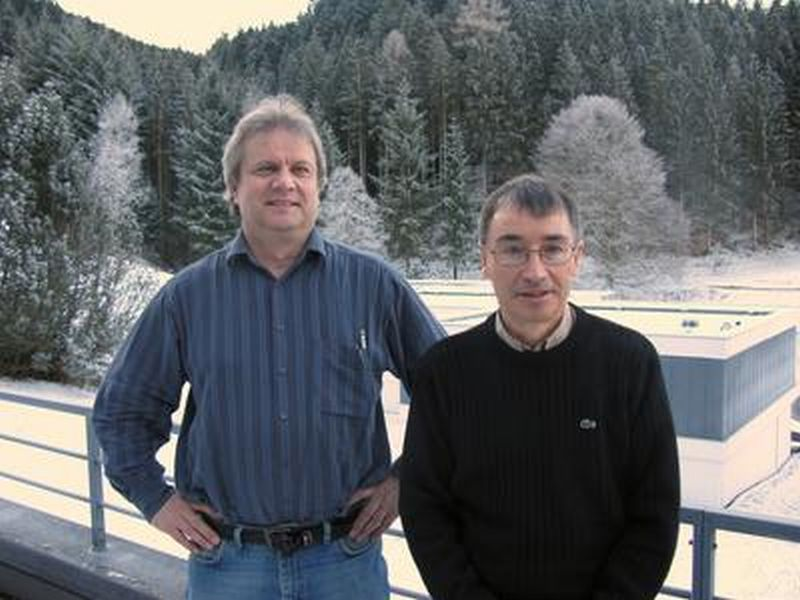
Hans-Werner Henn (links) und Jean Lannes in Oberwolfach 2009

Henn wurde 1983 bei Dieter Puppe an der Universität Heidelberg promoviert (Klassifikation niedrigdimensionaler p-lokaler Spektren). Er ist Professor an der Universität Straßburg.
Er befasst sich unter anderem mit stabiler Homotopietheorie (Chromatische Stabile Homotopietheorie).
Er ist Herausgeber von Algebraic and Geometric Topology und Mitherausgeber von Topology and its Applications.

## Schriften
- mit Dieter Puppe: Algebraische Topologie. In: Gerd Fischer, Friedrich Hirzebruch, Winfried Scharlau, Willi Törnig (Hrsg.): Ein Jahrhundert Mathematik 1890–1990. Festschrift zum Jubiläum des DMV (= Dokumente zur Geschichte der Mathematik. 6). Vieweg, Braunschweig u. a. 1990, ISBN 3-528-06326-2, S. 673–716.
- mit Jean Lannes, Lionel Schwartz: The categories of unstable modules and unstable algebras over the Steenrod algebra modulo nilpotent objects. In: American Journal of Mathematics. Band 115, Nr. 5, 1993, S. 1053–1106, doi:10.2307/2375065.
- mit Jean Lannes, Lionel Schwartz: Localizations of unstable {\displaystyle A}-modules and equivariant mod {\displaystyle p} cohomology. In: Mathematische Annalen. Band 301, 1995, S. 23–68.
- mit William G. Dwyer Homotopy theoretic methods in group cohomology. Birkhäuser, Basel u. a. 2001, ISBN 3-7643-6605-2.
- mit Paul Goerss, Mark Mahowald, Charles Rezk: A resolution of the {\displaystyle K(2)}-local sphere at the prime {\displaystyle 3}. In: Annals of Mathematics. Serie 2, Band 162, Nr. 2, 2005, S. 777–822, JSTOR:20159929.
- Recent developments in chromatic stable homotopy theory. pdf.